# 俺と冴子さんと寝取られメール
『俺と冴子さんと寝取られメール』（おれとさえこさんとねとられメール）は、BLACK LiLiTHより2011年10月21日にダウンロード版が、10月28日にパッケージ版が発売された18禁のパソコンゲーム（アダルトゲーム）ソフトである。
2012年4月27日に発売されたLiLiTH-IZM08には、本作の外伝が収録されている。

## あらすじ
海乃邦学園の学生・時雨 京一と教師・常盤 冴子は甥と叔母という関係でもありながら、同時に恋人同士でもあった。
だが、ある日ちょっとした不注意がきっかけで、冴子が同僚の照島に強姦された。照島は二人の関係を公表すると脅し、冴子はその言いなりになったが、それを機に彼女はどんどん肉欲におぼれていった。
そして、冴子の娘志帆も照島の標的になった。

## 登場人物
時雨 京一（しぐれ きょういち）
主人公。海乃邦学園の学生。
常盤 冴子（ときわ さえこ）
声 - 伊東サラ
京一の叔母で海乃邦学園の教員。
常盤 志帆（ときわ しほ）
声 - 御苑生メイ
冴子の娘で海乃邦学園の学生。
照島 安男（てるしま やすお）
京一のクラスの担任。いわゆる変態で盗撮を好み、京一と冴子の肉体関係を公表すると脅している。

## スタッフ
- 企画・原作 - 栗栖
- 原画 - のぶしと
- シナリオ - 栗栖、宮村優、ナオト0083
- グラフィック - チームやしガニ
- 背景 - C'est moi
- 音楽 - 溝口哲也
- 演出 - EDEN、巫浄スウ
- 監督 - EDEN

## AV
ZIZレーベルより『実写版 俺と冴子さんと寝取られメール』が2015年3月27日にリリース。パッケージ版（DVD版）とダウンロード販売版（SD版・HD版）の同時発売。
AV版キャスト
- 常盤冴子 - 本田莉子
- 常盤志帆 - 佳苗るか
- 神無月ミサ - 森ななこ